# Goianápolis
Goianápolis is een gemeente in de Braziliaanse deelstaat Goiás. De gemeente telt 11.663 inwoners (schatting 2009).

## Aangrenzende gemeenten
De gemeente grenst aan Anápolis, Goiânia, Leopoldo de Bulhões en Terezópolis de Goiás.